# Linea nemica - 5 Days of War
Linea nemica - 5 Days of War (5 Days of War) è un film del 2011 diretto da Renny Harlin che si sviluppa intorno al conflitto russo-georgiano del 2008.

## Trama
2007. Durante la guerra in Iraq un contingente georgiano delle forze di coalizione recupera il giornalista statunitense Thomas Anders da un attacco terroristico, non riuscendo però a salvare la sua collega. Un anno dopo Anders si reca in Ossezia su consiglio di un amico, che sospetta un'escalation delle relazioni tra la Georgia e la Russia. Anders e il cameramen Sebastian Ganz iniziano a coprire gli eventi e durante i festeggiamenti di un matrimonio vengono coinvolti in un attacco aereo. Durante il trasporto in ospedale di alcuni feriti incontrano una ragazza georgiana di nome Tatia, la quale si offre di accompagnarli nella missione di documentare la guerra e le atrocità dei gruppi paramilitari russi sulla popolazione civile. I loro servizi vengono però ignorati dalle reti televisive, impegnate nel coprire le olimpiadi di Pechino dello stesso anno e non sostengono il gruppo.
Tatia offre ospitalità ai due giornalisti nel suo villaggio natale e assieme alla sua famiglia sono testimoni di pulizia etnica dei militari russi. Braccati da questi ultimi, Anders decide di consegnarsi e viene interrogato assieme al cameramen su quello che hanno visto e filmato. Dopo un iniziale diniego, il padre di Tatia ammette la presenza di un video e mentre il cameramen inizia ad essere torturato, militari georgiani al comando di Rezo Avaliani irrompono nell'edificio e liberano gli occupanti. Attraverso Avaliani si spingono nella cittadina evacuata di Gori e cercano invano di trasmettere il materiale con un'antenna parabolica fissata sul furgone del giornalista Dutchman. Durante il trasferimento dati il furgone viene colpito da bombardamenti, Ganz viene ferito e Tatia viene catturata dai russi. Anders decide di barattare la memory card contenente i filmati con Tatia, ma una volta che quest'ultima viene liberata, ammette di non avere la scheda e attende di essere ucciso. Anders viene salvato da un giovane militare russo, che uccide il suo superiore a causa della condotta sconsiderata e scappa con Tatia dalla città, ormai conquistata dai russi.
Il film termina con una serie di testimonianze di cittadini georgiani che hanno perso un membro della famiglia durante il conflitto o che hanno perso la casa, nonostante le promesse russe di abbandonare il territorio.

## Accoglienza
5 Days of War ha generalmente ricevuto un mix di recensioni negative da parte della critica. Il sito Rotten Tomatoes riporta che su 33 recensioni il 33% dei critici hanno dato al film una recensione positiva. Metacritic dà al film il punteggio 31/100 sulla base delle recensioni provenienti da 14 critici. Ha ricevuto cattivi giudizi da altri critici cinematografici, sia Bloomberg che il Washington Post gli hanno dato un punteggio da una stella.
Anna Neistat di Human Rights Watch ha detto che nel clima politico attuale, il film è pericoloso, in quanto utilizza esagerazioni selettive di violenze russe e dell'Ossezia del Sud, pur ignorando totalmente le colpe georgiane contro gli osseti. Ha inoltre dichiarato che il film "ritrae russi e osseti come bestie barbariche e i georgiani come angeli di pace".
5 Days of War è uscito nelle sale in distribuzione limitata negli Stati Uniti il 19 agosto 2011 in due cinema di New York e Washington; ha incassato 6.254 dollari nel suo fine settimana di apertura.